# Elena Danilochkina
Elena Danilochkina (27 de janeiro de 1986) é uma basquetebolista profissional russa.

## Carreira
Elena Danilochkina integrou a Seleção Russa de Basquetebol Feminino, em Londres 2012, que terminou na quarta colocação.